# Nettiin
Nettiin è un brano musicale della cantante finlandese Jenni Vartiainen, estratto come secondo singolo dal suo secondo album Seili. Nettiin è stato pubblicato il 19 luglio 2010 su iTunes nel formato di EP assieme ad altri due brani.
Il singolo è entrato in classifica alla quattordicesima posizione ed è saltato alla vetta della classifica durante la sua ottava settimana. È rimasto in classifica per undici settimane in totale.

## Tracce
1. Nettiin – 3:36
2. Nettiin (JS16 Remix) – 4:12
3. En haluu kuolla tänä yönä (JS16 Remix) – 5:09

## Classifiche
| Classifica (2010) | Posizione massima |
| ----------------- | ----------------- |
| Finlandia         | 12                |